# Mazie Hirono
Mazie Hirono (Koori, 1947. november 3. –) az Amerikai Egyesült Államok szenátora (Hawaii, 2013 – ). A Demokrata Párt tagja.

## Pályafutása
Hirono Japánban született, de a középiskolát már Honoluluban, a Kaimuki High Schoolban végezte el. Alapdiplomáját a Hawaii Egyetemen szerezte, 1970-ben. 1978-ban elvégezte a George Washington Egyetem jogi karát, Washingtonban. 1981-től 1994-ben Hawaii állam képviselőházának volt tagja; eközben ügyvédként dolgozott. 1994-től 2002-ig kormányzóhelyettes volt. 2006-ban, megválasztották kongresszusi képviselővé, és mivel a következő két választáson újraválasztották, 2007. január 3-tól 2013. január 3-ig képviselte államát Washingtonban. 2012-ben szenátorrá választották, és 2018-ban sikerrel indult az újraválasztásért. Mandátuma 2025. január 3-án jár le.